# 罗马路 (佛罗伦萨)
43°46′20.56″N 11°15′16.02″E / 43.7723778°N 11.2544500°E
罗马路（Via Roma）是佛罗伦萨市中心的一条街道，介于圣若望广场和共和广场之间，与卡尔查依欧利路平行。

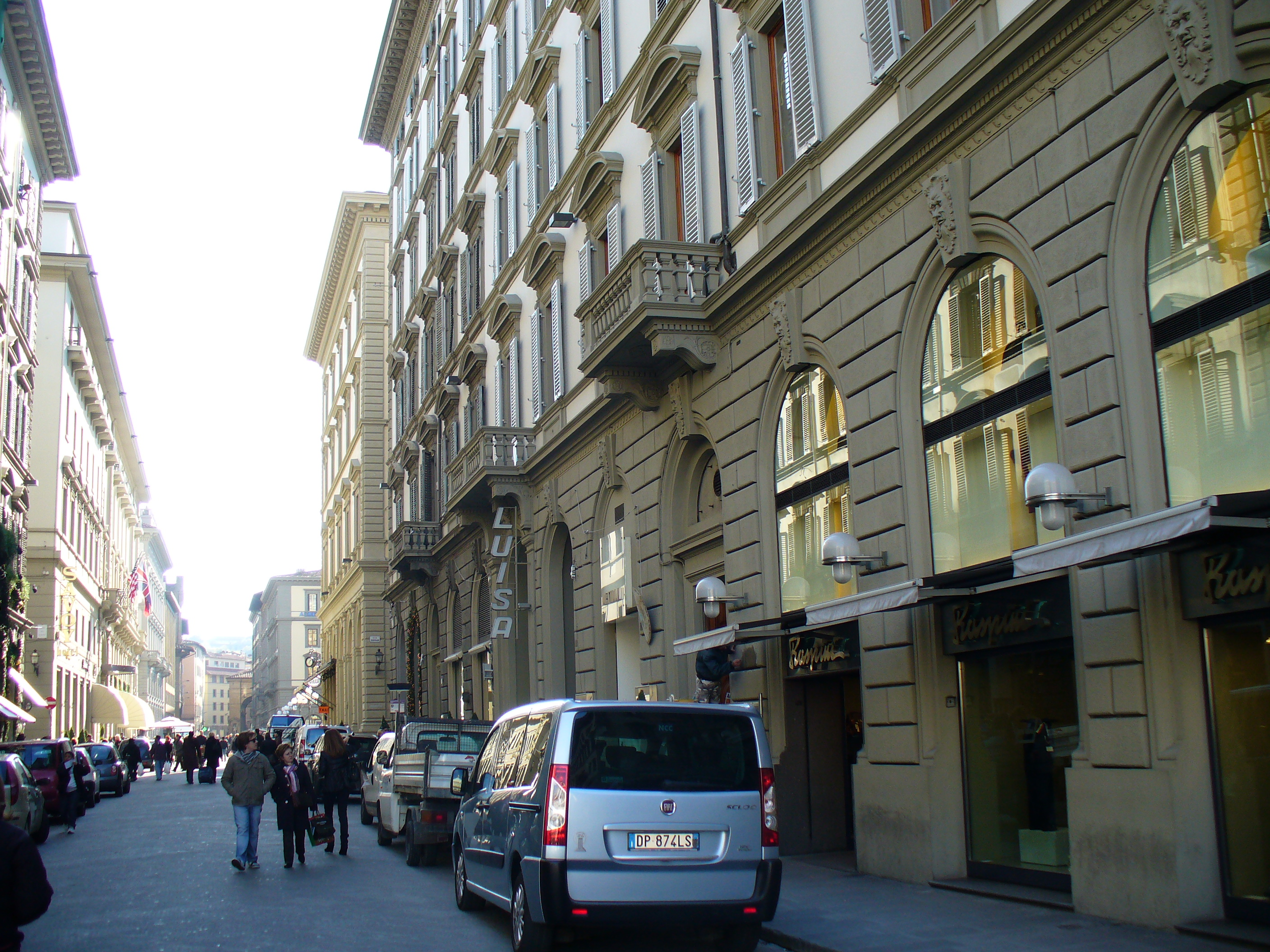
罗马路

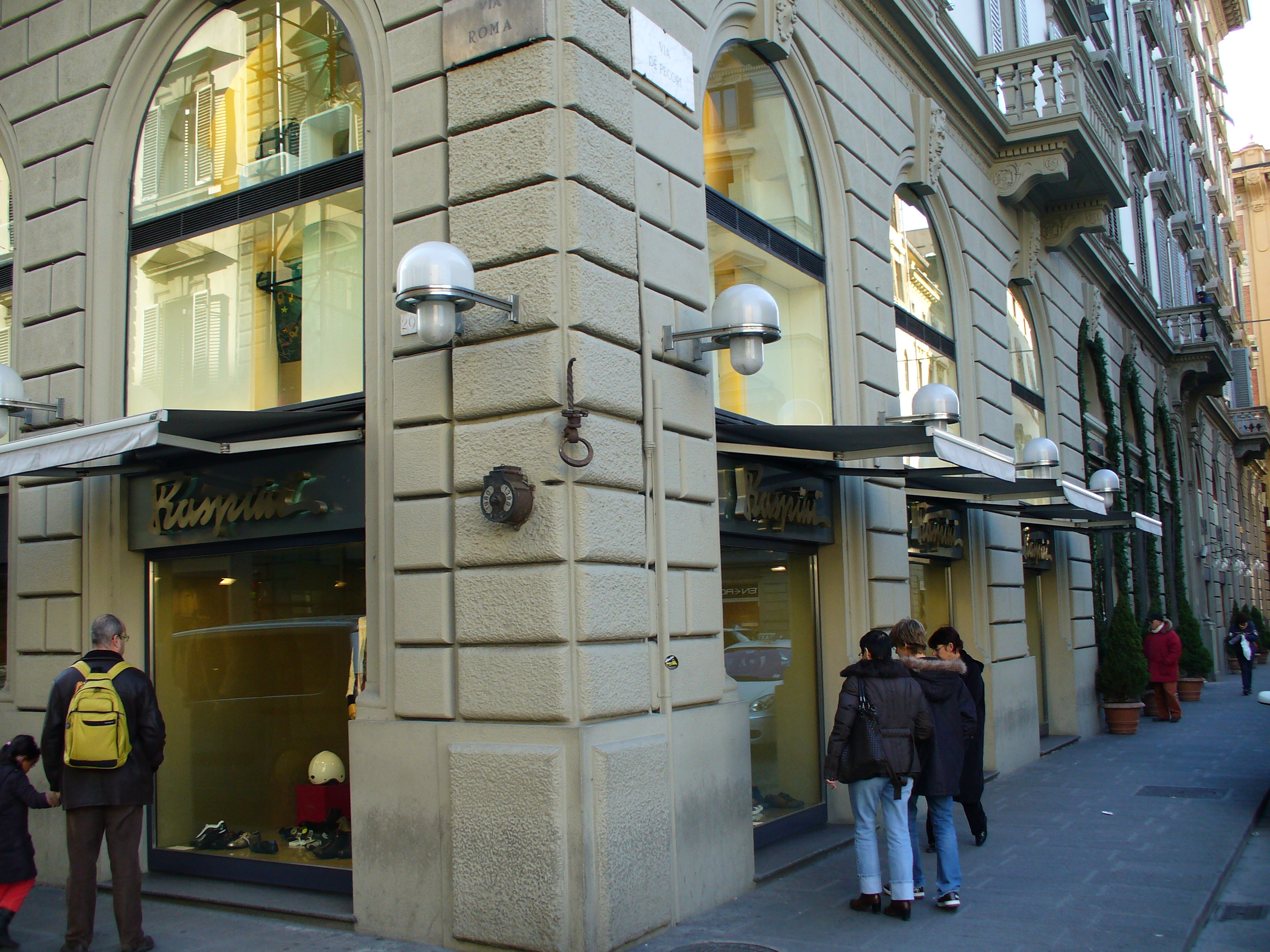
Angolo con Via de' Pecori

该路修建于旧市集拆除之后，沿着古罗马时代的南北大道（cardo），这座城市最古老的心脏。在古代，这条路有好几个名称。
今天的罗马路两边为19世纪的建筑物，由四名建筑师兴建：朱塞佩·伯契尼、路易吉·博纳米奇、托尔夸托·Lungo和朱塞佩·罗西。1911年，在意大利王国成立五十周年之际，宣布以首都罗马命名。
今天，这条路纯粹是商业街，沿街可以看到许多店铺。
在罗马路上设有圣马力诺领事馆。

## 图片

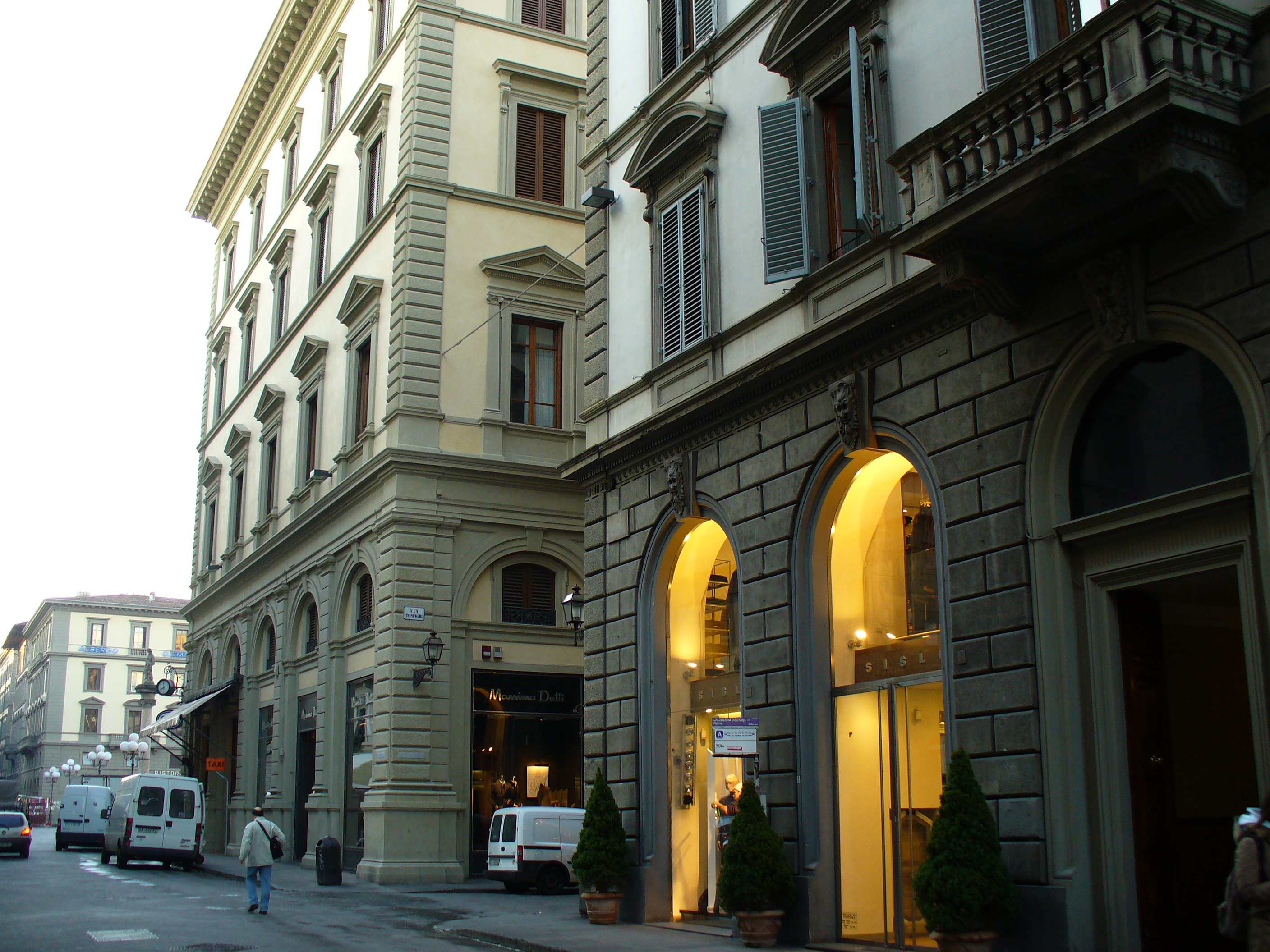
罗马路
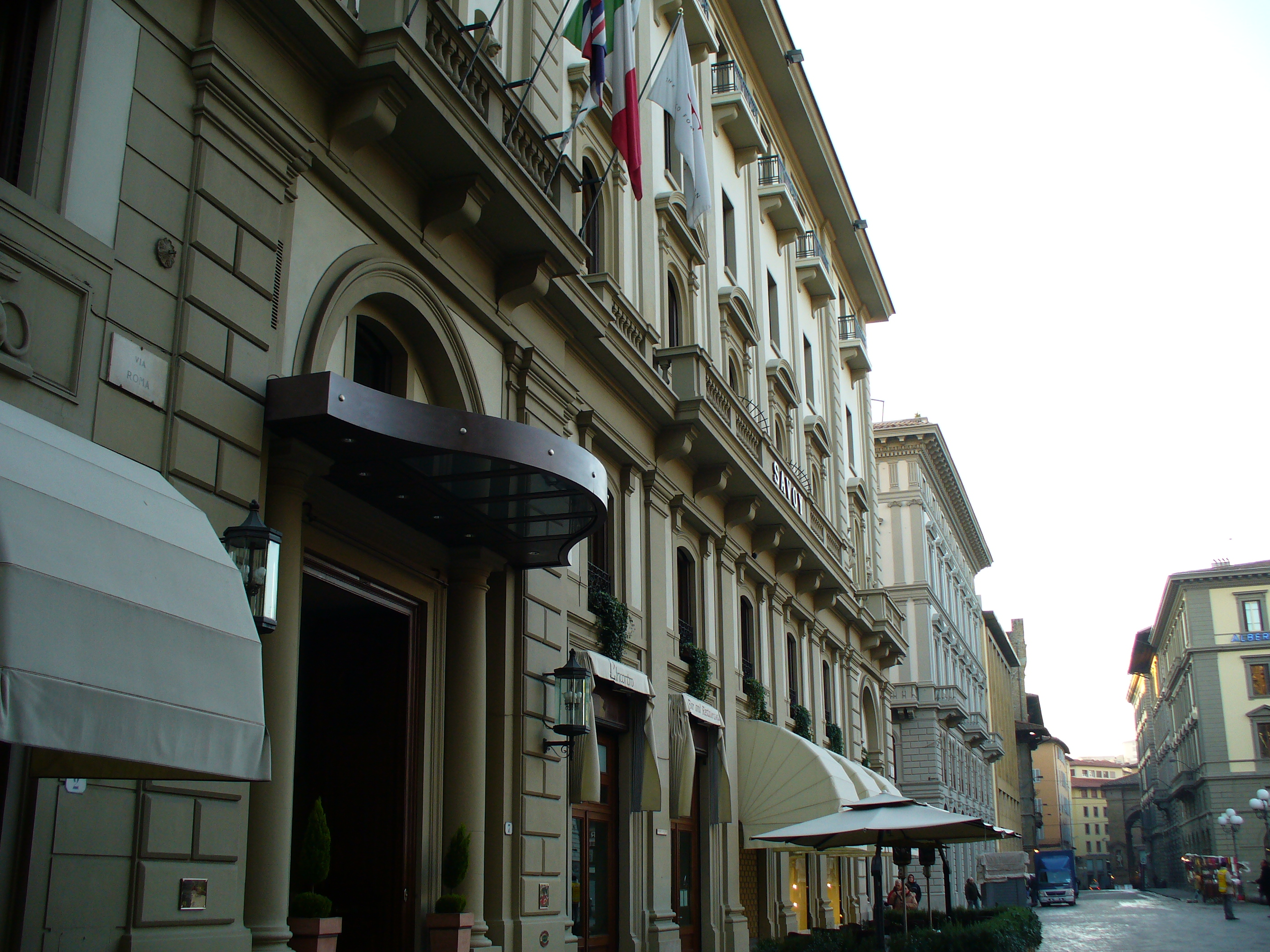
Savoy
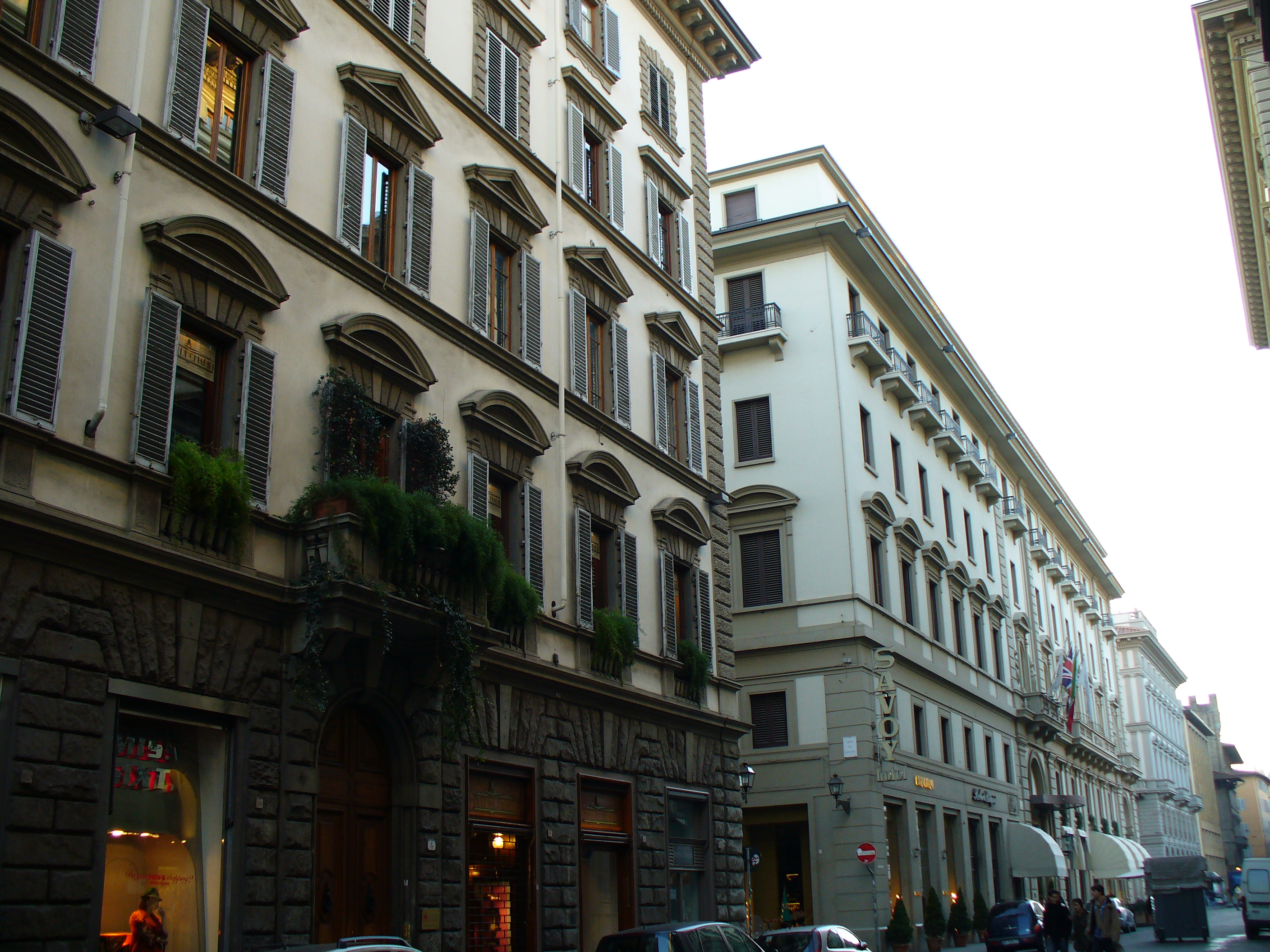
罗马路
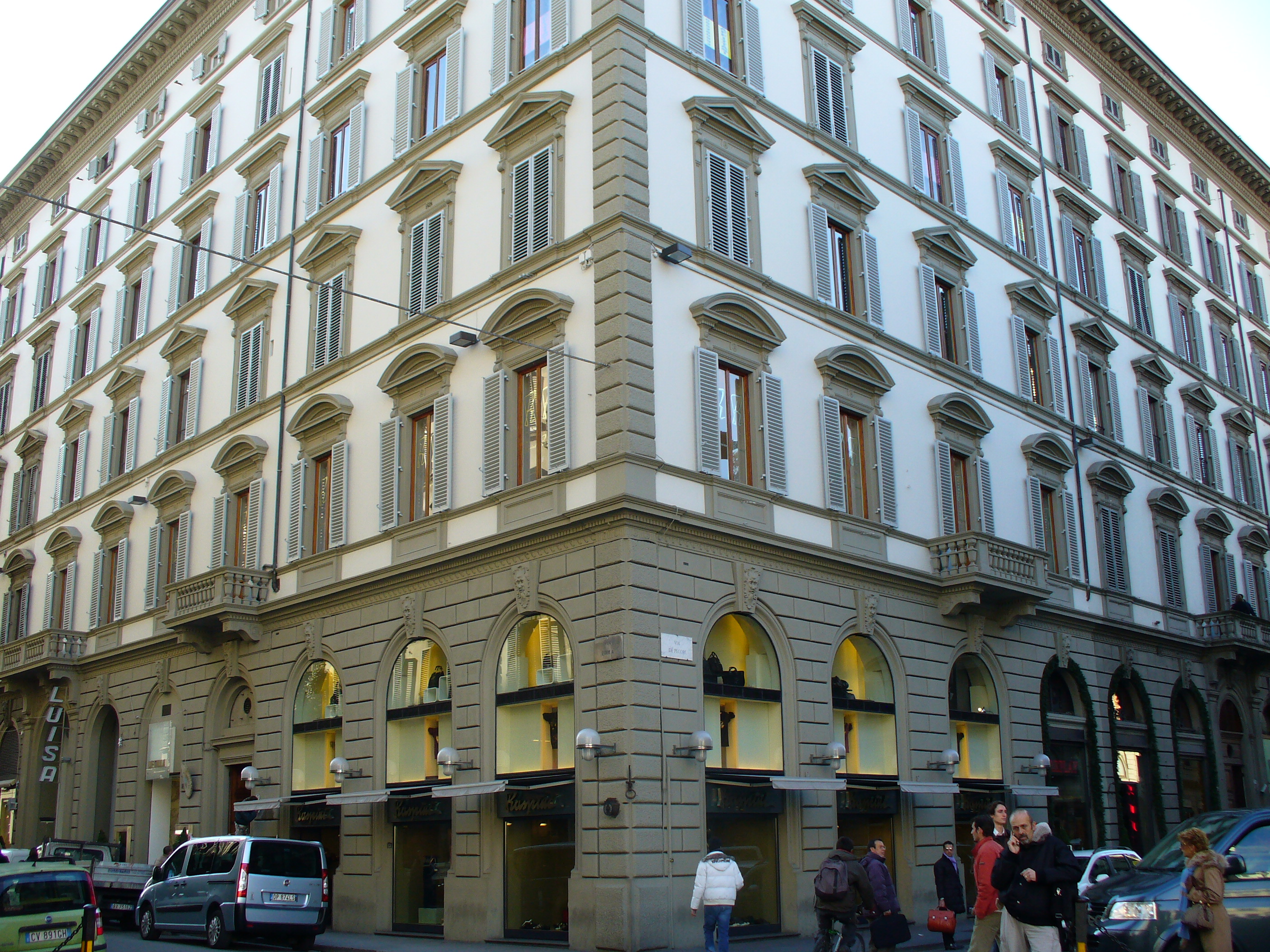
Vista da 圣若望广场